# Katherine Woodward
Katherine Woodward est une joueuse de tennis australienne de l'entre-deux-guerres. 
Elle a notamment été finaliste aux Internationaux d'Australie en 1936 en double dames aux côtés de May Blick. 

## Palmarès (partiel)

### Finale en double dames
| No | Date       | Nom et lieu du tournoi            | Catégorie | Surface      | Vainqueures               | Partenaire | Score    |          |
| -- | ---------- | --------------------------------- | --------- | ------------ | ------------------------- | ---------- | -------- | -------- |
| 1  | 20/01/1936 | Australian Championships Adélaïde | G. Chelem | Gazon (ext.) | Thelma Coyne Nancye Wynne | May Blick  | 6-2, 6-4 | Parcours |

## Parcours en Grand Chelem (partiel)
Si l’expression « Grand Chelem » désigne classiquement les quatre tournois les plus importants de l’histoire du tennis, elle n'est utilisée pour la première fois qu'en 1933, et n'acquiert la plénitude de son sens que peu à peu à partir des années 1950.

### En simple dames
| Année | Championnat d'Australie | Championnat d'Australie | Internationaux de France | Internationaux de France | Wimbledon | Wimbledon | US National | US National |
| ----- | ----------------------- | ----------------------- | ------------------------ | ------------------------ | --------- | --------- | ----------- | ----------- |
| 1933  | 2e tour (1/8)           | Frances Hoddle          | -                        | -                        | -         | -         | -           | -           |
| 1935  | 2e tour (1/8)           | Louise Bickerton        | -                        | -                        | -         | -         | -           | -           |
| 1936  | 2e tour (1/8)           | Joan Hartigan           | -                        | -                        | -         | -         | -           | -           |

À droite du résultat, l’ultime adversaire.

### En double dames
| Année | Championnat d'Australie    | Championnat d'Australie   | Internationaux de France | Internationaux de France | Wimbledon | Wimbledon | US National | US National |
| ----- | -------------------------- | ------------------------- | ------------------------ | ------------------------ | --------- | --------- | ----------- | ----------- |
| 1933  | 1/2 finale Mary Derham     | M. Molesworth Emily Hood  | -                        | -                        | -         | -         | -           | -           |
| 1935  | 1er tour (1/8) May Blick   | Nancy Chitty D. Malcolm   | -                        | -                        | -         | -         | -           | -           |
| 1936  | Finale May Blick           | Thelma Coyne Nancye Wynne | -                        | -                        | -         | -         | -           | -           |
| 1937  | 1/4 de finale Sylvia Lance | May Blick Joan Hartigan   | -                        | -                        | -         | -         | -           | -           |
| 1938  | 1/4 de finale C. Coate     | Dorothy Bundy D. Workman  | -                        | -                        | -         | -         | -           | -           |
| 1940  | 1/2 finale R. Rees         | Joan Hartigan E. Niemeyer | -                        | -                        | -         | -         | -           | -           |

Sous le résultat, la partenaire ; à droite, l’ultime équipe adverse.

### En double mixte
| Année | Championnat d'Australie     | Championnat d'Australie    | Internationaux de France | Internationaux de France | Wimbledon | Wimbledon | US National | US National |
| ----- | --------------------------- | -------------------------- | ------------------------ | ------------------------ | --------- | --------- | ----------- | ----------- |
| 1933  | 1/4 de finale Harry Hassett | Marjorie Cox Jack Crawford | -                        | -                        | -         | -         | -           | -           |
| 1935  | 1/4 de finale R. Menzel     | L. Bickerton C. Boussus    | -                        | -                        | -         | -         | -           | -           |
| 1936  | 1/4 de finale W. Stephen    | May Blick Abe Kay          | -                        | -                        | -         | -         | -           | -           |
| 1937  | 1er tour (1/8) W. Stephen   | Emily Hood J. Gilchrist    | -                        | -                        | -         | -         | -           | -           |
| 1938  | 2e tour (1/8) J. Clemenger  | D. Workman Gene Mako       | -                        | -                        | -         | -         | -           | -           |
| 1940  | 1er tour (1/8) Max Bonner   | E. Niemeyer Bill Sidwell   | -                        | -                        | -         | -         | -           | -           |

Sous le résultat, le partenaire ; à droite, l’ultime équipe adverse.